# Пуля Герлиха
Пуля Герлиха — конструкция снаряда (пули) для нарезных конических стволов, послужившая прототипом для создания конструкций высокоскоростных пуль и снарядов артиллерийских орудий, предназначенных для стрельбы из конических стволов.

## История создания
В 1930 году немецкий оружейник Герман Герлих, инженер оружейного завода фирмы «Хальгер» в г. Киле, заявил, что стреляя из винтовки своей конструкции калибра 7 мм, он получил скорость пули в 1400 м/с, и может получить скорость пули выше 1650 м/с. Ведущие оружейные специалисты того времени усомнились в возможности получения скоростей, заявленных Герлихом.
Но на испытаниях в Ванзее на германской испытательной станции винтовка Герлиха калибра 7 мм, в присутствии официальной комиссии придала пуле конструкции Герлиха массой 6,5 г скорость в 1475 м/с. Затем винтовка дала скорость пули 1600 м/с, и при некотором увеличении порохового заряда давала даже скорость в 1700 м/с, совершенно фантастическую в то время.
Сомнения скептиков были опровергнуты, сам же Герлих считал возможным придать винтовочной пуле скорость и в 2000 м/с.
Уже на скоростях 1450—1470 м/с, пуля винтовки Герлиха массой 6,5 г, действующим диаметром всего 6,35 мм, со свинцовым сердечником на расстоянии 50 м, проламывала (а не пробивала)[уточнить] в стальном броневом листе толщиной 12 мм дыру диаметром 15 мм, а в толстой броне делала воронку в 15 мм глубины и диаметром 25 мм. Обычная пуля боевой винтовки «Маузер» калибра 7,92 мм оставляла на такой броне лишь небольшое углубление в 2—3 мм.
В 1932—1933 годах на Эбердинском полигоне в США испытывалась винтовка системы Герлих-Грей, имевшая ствол длиной 660 мм, и патронник с пульным входом длиной 80 мм.
За пульным входом следовала нарезная цилиндрическая часть ствола длиной 130 мм, диаметром по полям 8,73 мм, по нарезам 8,89 мм; за ней шла нарезная коническая часть длиной 150 мм, диаметром по полям от 8,73 мм до 6,197 мм, а по нарезам от 8,89 мм до 6,35 мм. Последняя дульная часть ствола — цилиндрическая, длиной 300 мм, диаметром 6,197 мм по полям и 6,35 мм по нарезам. Шаг нарезов 203,8 мм.
Пуля винтовки имела острую вершинку, плоское дно и два пояска. Диаметр пули по телу 6,35 мм, по пояскам 8,89 мм. Масса пули 6,35 г. Начальная скорость пули 1740—1760 м/с. Дульная энергия такой составила 9840 Дж. Этот рекорд для пуль малого калибра и малой массы не побит по настоящее время.
Фактически прототипом пули Герлиха была пуля Пуффа для конического ствола. Пуля Герлиха, в отличие от пули Пуффа, имела не один, а два ведущих пояска. Герлих еще более увеличил конусность ствола, при этом нарезы были регрессивной глубины и прогрессивной крутизны, поля прогрессивной ширины. Все эти меры дали полную обтюрацию пули при движении по стволу и неослабевающее сопротивление нарастанию давления пороховых газов, что и позволило добиться максимально возможных для ручного огнестрельного оружия скоростей пули, а значит и её энергии.
Винтовки Герлиха с пулями его конструкции кроме огромных энергий, имели большое преимущество в кучности стрельбы. На пули с такой энергетикой и такими скоростями весьма мало сказывались внешние воздействия, влияющие на баллистику пуль обычных скоростей, как-то ветер, влажность, температура воздуха. На дистанции 100 м серия из пяти выстрелов пулей Герлиха массой 6,6 г укладывалась в круг диаметром 1,7 см, на 1000 м при стрельбе пулями массой 11,7 г в круг диаметром 26,5 см (меньше угловой минуты). Даже сегодня эти показатели очень неплохи: для СВД вероятное (срединное) отклонение на этой дистанции составляет 56 см.
В начале 1930-х годов Герлих некоторое время работал в Великобритании. Существуют предположения, что конструкция адаптеров «Литтлджон» (переходники для превращения обычных стволов в конические) для противотанковых артиллерийских орудий Ordnance QF 2-pounder были сконструированы при консультациях Герлиха.
В 1932 году карабин Герлиха (имевший затвор Маузера образца 1898 года) под маркой «Halger», 280, H.V. «Magnum» (супермагнум «Хальгер») испытывался в СССР. В связи с конструктивными недостатками интереса у военных он не вызвал.
Винтовки Герлиха имели нетехнологичный ствол, а из-за большой массы порохового заряда и громадных давлений термоэрозия стволов также была значительной.
В 1934 году инженер Герлих скоропостижно умер в охраняемом вагоне поезда при возвращении из Европы в США. Существуют предположения, что его устранили спецслужбы гитлеровской Германии, поскольку накануне Второй мировой войны специалист такого уровня, работающий на США, был опасен Германии.
В 1940 году в СССР также проводились опыты по применению снарядов «типа Герлиха» для противотанковых пушек с коническим стволом, но тогда опыты не завершились успехом из-за технологических проблем.
После появления в Германской армии действующих противотанковых артиллерийских орудий с коническими стволами, использующими снаряды типа «пуля Герлиха», в СССР довоенные исследования в этом направлении были продолжены и завершились разработкой противотанковой пушки С-40 с коническим стволом конструкции В. Г. Грабина. В большинстве источников упоминается максимальное пробитие данного орудия в 285 мм стали на дистанции в 500 м, однако в связи с совершенствованием конструкции подкалиберных снарядов для цилиндрических стволов и появления новых боеприпасов (таких как бронебойный оперённый подкалиберный снаряд) все работы над оружием такого типа были прекращены.